# Charoblemma
Charoblemma is een geslacht van vlinders van de familie uilen (Noctuidae), uit de onderfamilie Acontiinae.

## Soorten
- C. discipuncta Hampson, 1910
- C. opisthomela Dyar, 1914
- C. unilinea Dyar, 1914